# Джордж Кохан
Джордж М. Кохан або Джордж М. Коен (англ. George M. Cohan, повне ім'я Джордж Майкл Кохан; 3 липня 1878 — 5 листопада 1942) — американський співак, композитор і поет-пісняр, продюсер. Найбільш відомий своїми театральними постановками, в основному водевілями. Серед його найвідоміших пісень — «Yankee Doodle Boy», «Give My Regards to Broadway» (обидві з його багато в чому автобіографічного мюзиклу Little Johnny Jones; він написав його сам, включно з музикою, і грав у ньому головну роль) і «Over There», одна з найвідоміших і надихаючих пісень Америки часів Першої світової війни.
Про Кохана, зокрема, поставлені дві бродвейські п'єси й знятий фільм «Янки Дадлі Денді» (1942) з Джеймсом Кегні в головній ролі.

## Нагороди та визнання
Музикант нагороджений Золотою медаллю Конгресу США.
У 1970 році Джордж М. Кохан був включений до Зали слави піснярів.